# John D. Loudermilk
John D. Loudermilk (Durham (North Carolina), 31 maart 1934 – 21 september 2016) was een Amerikaanse zanger/songwriter, en multi-instrumentalist. Hij schreef een aantal country- en pophits, die vooral in de versies van andere artiesten grote successen werden. Hij was een neef van de broers Ira en Charlie Loudermilk die als The Louvin Brothers een countrymuziekduo vormden. In 1976 werd hij opgenomen in de Nashville Songwriters Hall of Fame.
Hij schreef in 1955 de sentimentele song "A Rose and a Baby Ruth", die het volgende jaar een miljoenenhit werd voor George Hamilton IV. Hierdoor aangemoedigd begon hij onder het pseudoniem Johnny Dee zelf platen op te nemen voor het kleine label Colonial Records. In 1957 bracht hij "Sittin' in a Balcony" uit, dat tot nummer 38 steeg op de popcharts. Het nummer werd ook opgenomen door Eddie Cochran, wiens versie het bracht tot nummer 18. Daarop besloot Loudermilk om zich toe te leggen op het schrijven van liedjes. Hij schreef een aantal countryhits, waaronder "Waterloo" (in 1959 een nummer één countryhit voor Stonewall Jackson), "Amigo's Guitar" (#5 voor Kitty Wells in 1958) en "Half Breed" (#16 voor Marvin Rainwater in 1958).
In 1961 tekende Loudermilk een platencontract bij RCA Victor en bracht opnieuw platen uit, die een bescheiden succes oogstten; de hoogste positie bereikte de single "Language of Love" met plaats 32 in 1961. Andere artiesten hadden echter meer succes met zijn songs. Hij werd een van de meest productieve en succesvolle songwriters op het gebied van country- en popmuziek in de 1960s en 1970s, met hits als
- "Abilene" (opgenomen door onder anderen George Hamilton IV, Chet Atkins en Waylon Jennings)
- "Bad News" (opgenomen door onder anderen Johnny Cash en Johnny Winter)
- "Big Daddy" (opgenomen door Sue Thompson)
- "Break My Mind" (opgenomen door onder anderen Glen Campbell, Roy Orbison, Duane Eddy, The Byrds en Sammy Davis jr.)
- "Ebony Eyes" (The Everly Brothers)
- "(He's My) Dreamboat" (opgenomen door Connie Francis)
- "Indian Reservation" (een hit voor Don Fardon en nadien voor Paul Revere and The Raiders)
- "I Wanna Live" (een hit voor Glen Campbell)
- "Norman" (een hit voor Sue Thompson en in Nederlandse vertaling uitgebracht door Willeke Alberti)
- "Paper Tiger" (een hit voor Sue Thompson)
- "Sad Movies (Make Me Cry)" (een hit voor Sue Thompson)
- "Talk Back Trembling Lips" (een hit voor Johnny Tillotson)
- " Then You Can Tell Me Goodbye" (een hit voor The Casinos, ook opgenomen door onder anderen James Brown, Freddie Fender en Frankie Valli)
- "This Little Bird" (een hit voor Marianne Faithfull en The Nashville Teens)
- "Tobacco Road" (een hit voor The Nashville Teens en verder opgenomen door onder anderen Jefferson Airplane en Eric Burdon & War)

Zijn liedjes werden in het Nederlands o.a. gecoverd door Willeke Alberti, de Wiko's, Ria Valk, Gonnie Baars, Ben Steneker, de Fouryo's, Johnny Lion en Bob Smit.
Loudermilk werd 82 jaar oud en overleed aan botkanker in Christiana (Tennessee).